# Цветаев, Андрей
Андрей Цветаев (1817—1841) — российский переводчик XIX века.

## Биография
Об его детстве информации практически не сохранилось, да и прочие биографические сведения о нём очень скудны и отрывочны; известно лишь, что Андрей Цветаев родился в 1817 году и получив необходимые для этого знания стал помещать свои переводы в некоторых периодических печатных изданиях Российской империи. 
В «Вестнике Европы» за 1828 год (№№ 5—6) А. Цветаевым был помещён перевод: «Выздоровление Легуве, или экземпляр поэмы: Достоинство женщины». В «Вестнике Европы» за 1829 год (№ 21): «Об иностранных посланниках», перевод из редкой книги Даниила Принтца: «Moscoviae ortus et progressus. Gubenae 1679 года». Также он печатался в «Новостях русской литературы» в 1820-х гг.
Виктор Войнов на страницах Русского биографического словаря Половцева дал следующую оценку работам Цветаева: «Переводы эти сделаны тяжелым языком и не обнаруживают в авторе литературного дарования».